# Paralaoma innesi
Paralaoma innesi är en snäckart som beskrevs av Tom Iredale 1944. Paralaoma innesi ingår i släktet Paralaoma och familjen punktsnäckor. Inga underarter finns listade i Catalogue of Life.